# Bộ Lực (力)
Bộ Lực (力), nghĩa là "sức lực" là một trong 23 bộ thủ được cấu tạo từ 2 nét trong tổng số 214 Bộ thủ Khang Hy.
Trong Khang Hi tự điển, có 163 ký tự (trong số 49.030) được tìm thấy dưới bộ thủ này.

## Chữ dùng bộ Lực (力)

Kim văn
Đại triện
Tiểu triện

| Số nét | Chữ                                    |
| ------ | -------------------------------------- |
| 2 nét  | 力                                     |
| 3 nét  | 劜                                     |
| 4 nét  | 劝 办                                  |
| 5 nét  | 功 加 务 劢                            |
| 6 nét  | 劣 劤 劥 劦 劧 动 攰                   |
| 7 nét  | 助 努 劫 劬 劭 劮 劯 劰 励 劲 劳 労    |
| 8 nét  | 劵 劶 劷 劸 効 劺 劻 劼 劽 劾 势       |
| 9 nét  | 勀 勁 勂 勃 勄 勅 勆 勇 勈 勉 勊 勋 巭 |
| 10 nét | 勌 勍 勎 勏 勐 勑                      |
| 11 nét | 勒 勓 勔 動 勖 勗 勘 務 勚             |
| 12 nét | 勛 勜 勝 勞                            |
| 13 nét | 募 勠 勡 勢 勣 勤 勥 勦 勧             |
| 14 nét | 勨 勩 勪 勫 勬 勭                      |
| 15 nét | 勮 勯 勰 勱 勲                         |
| 16 nét | 勳                                     |
| 17 nét | 勴 勵 勶                               |
| 18 nét | 勷                                     |
| 19 nét | 勸                                     |